# Naughty Little Doggie
Naughty Little Doggie — студийный альбом Игги Попа, вышедший в 1996 году.

## Об альбоме
Композиция «Look Away» является данью уважения музыканту Джонни Сандерсу, участнику группы New York Dolls.
Фотография для обложки была сделана Дэвидом Симсом и Антоном Корбейном.
Был снят видеоклип на песню «To Belong».

## Список композиций
Все песни написаны Игги Попом, за исключением отмеченных.
1. «I Wanna Live» (Игги Поп, Уайти Кирст) — 4:31
2. «Pussy Walk» (Игги Поп, Эрик Шермерхорн[англ.]) — 3:47
3. «Innocent World» — 3:28
4. «Knucklehead» — 4:09
5. «To Belong» — 4:11
6. «Keep on Believing» (Игги Поп, Эрик Шермерхорн[англ.]) — 2:29
7. «Outta My Head» — 5:36
8. «Shoeshine Girl» (Игги Поп, Эрик Шермерхорн[англ.]) — 3:50
9. «Heart is Saved» — 3:02
10. «Look Away» — 5:02

B-Sides и Альтернативные Версии
- «I Wanna Be Your Dog» (Live; B-Side To «Pussy Walk» Promo Single) — 4:56

## Участники записи

### Iggy Pop and The Fuckups
- Игги Поп: вокал, гитара
- Eric Mesmerize (Эрик Шермерхорн[англ.]): гитара
- Hal Wonderful (Hal Cragin): клавишные, бас
- Larry Contrary (Larry Mullens): ударные

#### Дополнительные музыканты
- The Mighty Whitey (Уайти Кирст): гитара